# Stanisław Ignacy Fabijański

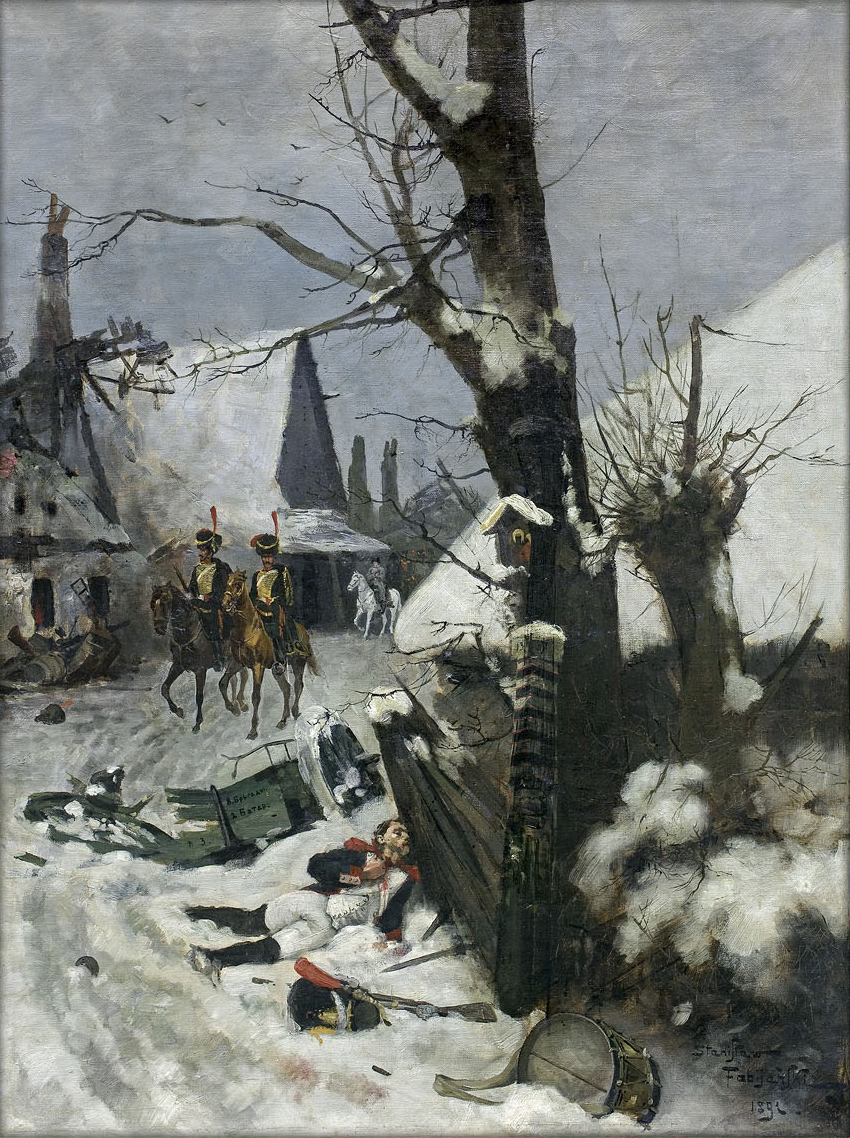
Żołnierze napoleońscy (1891, olej na płótnie)

Stanisław Ignacy Fabijański (ur. 22 lipca 1865 w Paryżu, zm. 13 lutego 1947 w Krakowie) – polski malarz, ilustrator, twórca plakatów.
Był synem malarza Erazma Fabijańskiego. Uczył się w gimnazjum św. Jacka w Krakowie. Studia artystyczne rozpoczął we Lwowie u Leonarda Marconiego. W latach 1883–1888 kształcił się w krakowskiej Szkole Sztuk Pięknych, m.in. pod kierunkiem Władysława Łuszczkiewicza, Floriana Cynka, Leopolda Löfflera i Jana Matejki. W 1888 wyjechał do Monachium i studiował u Aleksandra Wagnera w tamtejszej Akademii Sztuk Pięknych. Podróżował do Włoch i Francji, po powrocie do kraju mieszkał w Krakowie. Pochowany na Cmentarzu Salwatorskim w Krakowie (sektor SC1-3-6).

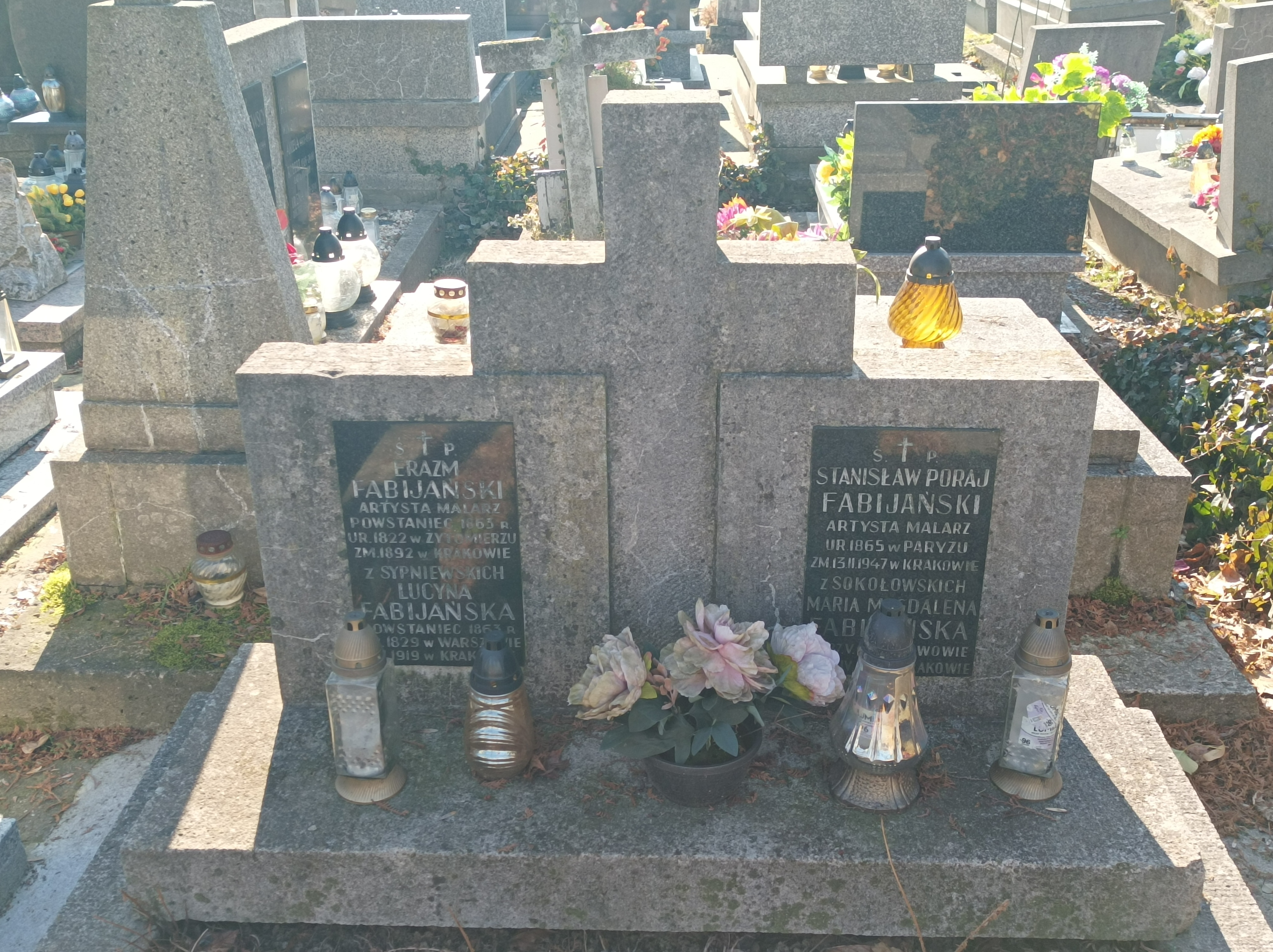
Grób Erazma i Stanisława Fabijańskich na Cmentarzu Salwatorskim

Głównym dorobkiem Fabijańskiego są obrazy przedstawiające zabytkowe budowle Krakowa i innych miast kraju. Tworzył też m.in. portrety, ilustracje dla różnych czasopism oraz plakaty. 